# 慕沙希淡
敦慕沙希淡（1934年4月18日—），前马来西亚驻联合国代表，马来西亚第五任副首相，也是1981年至1986年第一次马哈迪内阁时期的副首相，曾任森那美主席，前巫统国会议员。

## 政治生涯
在1971年，慕沙希淡重新加入由东姑阿都拉曼接班人敦阿都拉萨领导的巫统。他成为联盟的国会副党鞭和中选为巫统最高理事。在1978年，慕沙希淡中选为巫统副主席。